# HMS Belvoir (L32)
HMS Belvoir (L32) là một tàu khu trục hộ tống lớp Hunt Kiểu III của Hải quân Hoàng gia Anh Quốc được hạ thủy năm 1941 và nhập biên chế năm 1942. Nó đã hoạt động trong suốt Chiến tranh Thế giới thứ hai, ngừng hoạt động năm 1946 và bị bán để tháo dỡ năm 1957.

## Thiết kế và chế tạo
Belvoir được đặt hàng vào ngày 4 tháng 7, 1940 cho hãng Cammell Laird tại Birkenhead Vickers-Armstrong trong Chương trình Chiến tranh Khẩn cấp 1940 và được đặt lườn vào ngày 14 tháng 10 năm 1940. Nó được hạ thủy vào ngày 18 tháng 11, 1941 và hoàn tất vào ngày 29 tháng 3 năm 1942. Con tàu được cộng đồng dân cư Sutton tại Ashfield thuộc hạt Nottinghamshire đỡ đầu trong khuôn khổ cuộc vận động gây quỹ Tuần lễ Tàu chiến năm 1942. Tên nó được đặt theo một rừng săn cáo tại Leicestershire, và là chiếc tàu chiến thứ hai của Hải quân Anh được đặt cái tên này.

## Lịch sử hoạt động

### 1942
Sau khi hoàn tất chạy thử máy, Belvoir đi đến Scapa Flow để tiếp tục được hoàn thiện. Sang tháng 4, 1942, nó được huy động vào thành phần hộ tống cho Đoàn tàu PQ14 đi sang Murmansk, Nga, và Đoàn tàu QP10 quay trở về. Thành phần lực lượng bảo vệ bao gồm các thiết giáp hạm King George V (41) và Duke of York (17), tàu sân bay Victorious (R38), tàu tuần dương hạng nặng Kent (54) và tàu tuần dương hạng nhẹ Nigeria (60), các tàu khu trục Bedouin (F67), Offa (G29), Escapade (H17), Eskimo (F75), Faulknor (H62), Matchless (G52), Onslow (G17) và Somali (F33) cùng các tàu khu trục hộ tống Ledbury (L90), Middleton (L74) và Wheatland (L122).
Sang tháng 5, Belvoir tiếp tục tham gia thành phần hộ tống cho Đoàn tàu PQ15 đi sang Nga và Đoàn tàu QP12 quay trở về. Thành phần bảo vệ cho đoàn tàu được tăng cường thêm thiết giáp hạm Hoa Kỳ Washington (BB-56), các tàu tuần dương hạng nặng Wichita (CA-45) và Tuscaloosa (CA-37), được hộ tống bởi bốn tàu khu trục Hoa Kỳ; lực lượng chủ lực Anh bao gồm King Goerge V, Victorious và tàu tuần dương hạng nhẹ Kenya (14), được hộ tống bởi bảy tàu khu trục và bốn tàu khu trục hộ tống.
Sau khi hoàn tất chuyến đi, Belvoir được chỉ định gia nhập Chi hạm đội Khu trục 2 trực thuộc Hạm đội Viễn Đông. Vào ngày 11 tháng 5, nó tham gia cùng tàu tuần dương hạng nhẹ Mauritius (80), tàu buôn tuần dương vũ trang HMS Carnavon Castle và tàu chị em Hursley (L84) trong thành phần Đoàn tàu WS19 trong hành trình đi từ Khu vực tiếp cận phía Tây hướng đến Freetown, Nam Phi. Nó tách khỏi Đoàn tàu WS19 khi đi đến Freetown vào ngày 22 tháng 5, rồi lại cùng Mauritius, Hursley và tàu xà lúp Milford (L51) lại gia nhập Đoàn tàu WS19 ba ngày sau đó tiếp tục hành trình hướng đến mũi Hảo Vọng. Sau khi đi đến Capetown vào ngày 5 tháng 6, nó ở lại đây cho đến ngày 14 tháng 6, khi gia nhập cùng tàu tuần dương Shropshire (73) và tàu buôn tuần dương vũ trang HMS Cheshire tiếp tục hành trình đi Durban. Đến ngày 23 tháng 6, nó tách khỏi Đoàn tàu WS19 để đi Mombasa, Kenya để được tiếp nhiên liệu.
Tuy nhiên, sau khi số lượng tàu chiến của Hạm đội Địa Trung Hải bị thiệt hại nặng nề và hư hại sau những trận đánh phòng thủ Hy Lạp và Crete, kế hoạch điều động Belvoir sang Viễn Đông bị thay đổi, và nó chuyển hướng để đi đến Alexandria, Ai Cập. Nó quay lại Durban để hộ tống tàu buôn tuần dương vũ trang Moreton Bay (F11) đi cảng Kilindini, Mombasa, đến nơi vào ngày 8 tháng 7, rồi độc lập tiếp tục hành trình băng qua Ấn Độ Dương, Aden, Hồng Hải và kênh đào Suez, và gia nhập Chi hạm đội Khu trục 5 tại Alexandria vào ngày 20 tháng 7. Nó lập tức tham gia cùng tàu tuần dương hạng nhẹ Dido (37) trong hoạt động bắn phá Mersa Matruh, Ai Cập vào ngày 23 tháng 7, rồi được cho tách ra hai ngày sau đó để hộ tống cho tàu ngầm Porpoise (N14) bị hư hại rút lui về Port Said.
Belvoir sau đó đảm nhiệm vai trò tuần tra, hộ tống vận tải ven biển từ Alexandria, đồng thời tham gia các hoạt động bắn phá hỗ trợ cho các chiến dịch trên bộ, cùng các hoạt động tiếp liệu đến Tobruk, Libya đang bị lực lượng phe Trục phong tỏa một phần. Vào ngày 14 tháng 9, nó cùng tàu chị em Aldenham (L22) được phái hộ tống chiếc tàu kéo HMS Brigand đi trợ giúp cho tàu tuần dương hạng nhẹ Coventry (D43) và tàu khu trục Zulu (F18) bị hư hại nặng do không kích khi tham gia Chiến dịch Agreement; tuy nhiên cả Coventry lẫn Zulu đều bị đắm trước khi Brigand kịp đến nơi.
Sang tháng 10, Belvoir tiếp tục hoạt động hỗ trợ các chiến dịch trên bộ. Đến ngày 17 tháng 11, nó được bố trí cùng các tàu chị em Aldenham, Beaufort (L14), Croome (L62), Dulverton (L63), Exmoor (L08), Hursley, Hurworth (L28), Tetcott (L99) và tàu khu trục Hy Lạp Pindos (L65) hộ tống cho Đoàn tàu MW13 chở hàng tiếp liệu giải vây cho Malta, trong khuôn khổ Chiến dịch Stoneage. Đoàn tàu chịu đựng không kích nặng nề và kéo dài của đối phương vào ngày hôm sau, khiến tàu tuần dương hạng nhẹ Arethusa (26) bị trúng ngư lôi và phải được kéo rút lui về Alexandria. Sau khi đi đến Malta vào ngày 19 tháng 11, nó tách khỏi đoàn tàu và cùng lực lượng hộ tống quay trở về.
Vào ngày 1 tháng 12, Belvoir được bố trí cùng Aldenham, Croome, Exmoor, Hursley, Tetcott và Pindos để hộ tống cho Đoàn tàu MW14 tăng viện để giải vây cho Malta; đoàn tàu được hỗ trợ từ xa bởi tàu tuần dương hạng nhẹ Orion (85) và các tàu khu trục Pakenham (G06), Petard (G56) và tàu khu trục Hy Lạp Vasilissa Olga. Đoàn tàu gặp gỡ Lực lượng K xuất phát từ Malta ba ngày sau đó; rồi Belvoir tách khỏi Đoàn tàu MW14 vào ngày 5 tháng 12 sau khi đi đến Malta. Hai ngày sau, nó lại được bố trí cùng Orion, Pakenham, Petard, Aldenham, Exmoor, Dulverton, Hursley, Tetcott, Pindos và Vasilissa Olga để hộ tống cho Đoàn tàu ME11 từ Malta quay trở về Ai Cập. Đoàn tàu về đến Port Said vào ngày 11 tháng 12.

### 1943
Belvoir tiếp tục nhiệm vụ tuần tra và hộ tống vận tải tại khu vực Đông Địa Trung Hải. Vào ngày 1 tháng 2, 1943, nó cùng với Tetcott cứu vớt 117 người sống sót từ chiếc tàu rải mìn Welshman (M84), vốn bị đắm do trúng ngư lôi từ tàu ngầm U Boat Đức U-617 ngoài khơi bờ biển Ai Cập, ở vị trí 32°12′B 24°52′Đ / 32,2°B 24,867°Đ. Đến tháng 5, nó tham gia Chiến dịch Retribution nhằm phong tỏa khu vực Cape Bon, Tunisia, ngăn chặn lực lượng Quân đoàn Châu Phi triệt thoái khỏi Bắc Phi. Sang tháng 6, nó được huy động tham gia Chiến dịch Husky, cuộc đổ bộ của lực lượng Đồng Minh lên Sicily, Ý.
Belvoir cùng tàu chị em Dulverton tham gia đội hộ tống Q, và khởi hành từ Alexandria vào ngày 3 tháng 7 hộ tống cho Đoàn tàu MWS36 hướng đến Sicily. Nó tiến hành các hoạt động chống tàu ngầm trên đường đi vào ngày 6 tháng 7, và sau khi đến ngoài khơi bãi đổ bộ về phía Tây Nam Syracuse vào ngày 10 tháng 7, nó tuần tra chống sự can thiệp của tàu phóng lôi E-Boat đối phương. Con tàu tiếp tục tuần tra và hộ tống vận tải hỗ trợ cho chiến dịch cho đến tháng 8.
Sau đó Belvoir tiếp tục được huy động tham gia Chiến dịch Avalanche, cuộc đổ bộ của lực lượng Đồng Minh lên Salerno, Ý. Vào ngày 9 tháng 9, nó được bố trí hộ tống các đoàn tàu vận tải đi đến Salerno, rồi làm nhiệm vụ tuần tra và hỗ trợ hỏa lực cho cuộc đổ bộ. Đến tháng 10, nó cùng chi hạm đội được điều động trở lại Alexandria, tham gia Chiến dịch Dodecanese nhằm ngăn chặn quân Đức chiếm đóng các đảo thuộc quần đảo Dodecanese trong biển Aegean, vốn do Ý chiếm đóng nhưng nay đã đầu hàng lực lượng Đồng Minh.
Vào ngày 15 tháng 10, Belvoir đón lên tàu binh lính và tiếp liệu cho hoạt động chiếm đóng, rồi sang ngày hôm sau đã tuần tra nhằm ngăn chặn tàu bè Đức xâm nhập; nó bị đối phương không kích ngăn trở. Đến ngày 18 tháng 10, nó hỗ trợ hải pháo cho các hoạt động tác chiến trên bờ; và vào ngày 30 tháng 10, con tàu bị hư hại trong một cuộc không kích; một quả bom đã ném trúng và xuyên thủng sàn tàu, nhưng không kích nổ và được vứt bỏ qua mạn. Sang ngày 12 tháng 11, nó cùng Beaufort (L14), Dulverton, Faulknor (H62), Echo (H23) và tàu khu trục Hy Lạp Pindos tuần tra nhằm ngăn chặn tàu bè đối phương tìm cách đổ bộ lên đảo Leros. Sang ngày hôm sau, nó cứu vớt 109 người sống sót từ chiếc Dulverton khi con tàu chị em bị hư hại nặng do trúng bom lượn Henschel Hs 293 gần đảo Kos. Belvoir đã phóng ngư lôi đánh đắm Dulverton ở tọa độ 36°50′B 27°30′Đ / 36,833°B 27,5°Đ, sau khi những nỗ lực nhằm cứu con tàu không có hiệu quả. Sau khi Chiến dịch Dodecanese thất bại, vào tháng 12, Belvoir cùng chi hạm đội được điều sang Algiers để hoạt động ở khu vực Tây và Trung tâm Địa Trung Hải.

### 1944
Vào tháng 6, 1944, Belvoir được đề nghị để chuyển giao cho Hải quân lực lượng Pháp tự do nhằm sử dụng trong cuộc Đổ bộ Normandy, nhưng không được chấp nhận; vì vậy con tàu tiếp tục ở lại khu vực Địa Trung Hải. Sang tháng 7, nó được huy động tham gia Chiến dịch Dragoon, cuộc đổ bộ của lực lượng Đồng Minh lên miền Nam nước Pháp. Con tàu được chuyển sang tạm thời dưới quyền chỉ huy chung của Hải quân Hoa Kỳ, và di chuyển đến Naples, Ý, nơi vào ngày 13 tháng 8, nó cùng với Aldenham, Beaufoft, Whaddon (L45), Blackmore (L43), Eggesford (L15), Lauderdale (L95) và Pindos tham gia thành phần hộ tống cho Đoàn tàu SM2. Đi đến bãi đổ bộ vào đúng ngày D 15 tháng 8, nó hoạt động tuần tra bảo vệ và hỗ trợ hỏa lực cho đến ngày 23 tháng 8, khi chiến dịch kết thúc và con tàu quay trở lại dưới quyền chỉ huy của Hải quân Hoàng gia.
Belvoir tiếp tục hoạt động tại khu vực Trung tâm Địa Trung Hải và vùng biển Adriatic. Vào ngày 20 tháng 9, nó cùng tàu chị em Whaddon đụng độ với tàu phóng lôi E-Boat đối phương trong biển Adriatic. Sang ngày 4 tháng 10, nó truy lùng không thành công một tàu ngầm U-boat đối phương ở tọa độ 40°38′B 13°21′Đ / 40,633°B 13,35°Đ.

### 1945
Belvoir tiếp tục hoạt động tại khu vực biển Adriatic, và hộ tống các đoàn tàu vận tải đi đến các cảng Hy Lạp. Đến tháng 7, nó quay trở về Anh và được đưa về thành phần dự bị tại Portsmouth, bị bỏ không tại đây trước khi chuyển đến Harwich vào năm 1950. Nó chuyển trở lại Portsmouth hai năm sau đó, rồi được đưa vào danh sách loại bỏ vào năm 1957. Con tàu được bán cho hãng BISCO, và được tháo dỡ bởi hãng P & W MacLellan tại Bo’ness gần Edinburgh vào ngày 21 tháng 10, 1957.